# Franz Wilhelm Kampschulte
Franz Wilhelm Kampschulte (* 12. November 1831 in Wickede (Ruhr); † 3. Dezember 1872 in Bonn) war ein deutscher Historiker.

## Leben und Wirken
Kampschulte wurde wie sein Bruder Heinrich frühzeitig von seinen begüterten Eltern für die geistliche Laufbahn bestimmt. Nach dem Besuch des Gymnasiums Petrinum in Brilon sowie von Gymnasien in Paderborn und Münster, auf denen er eine ansehnliche humanistische Bildung erwarb, studierte er drei Jahre an der Akademie zu Münster katholische Theologie. Gleichzeitig belegte er auch Geschichte und Philologie. Danach studierte er in Berlin ein Jahr Geschichte und bereitete sich im Herbst 1855 in Bonn auf seine Promotion vor. Seine Absicht, Gymnasiallehrer zu werden, verwarf er und habilitierte sich Anfang 1857. Im folgenden Jahr wurde er zum außerordentlichen Professor für Geschichte ernannt und drei Jahre später zwei älteren Kollegen in der Direction des historischen Seminars beigeordnet.
Das Arbeitsfeld seiner Vorlesungen erstreckte sich über die Geschichte des Mittelalters und die der neueren Zeit. Seine eigenen literarischen Arbeiten galten, seltene kleine Ausnahmen abgerechnet, der ersten Hälfte des 16. Jahrhunderts. Seine Dissertation verfasste er mit dem Titel De G. Wicelio eiusque studiis et scriptis irenicis. Danach arbeitete er zum Thema der historische Reichthum der gewählten Zeit an und für sich. Ein weiteres wichtiges Forschungsthema wurde die Geschichte der Universität Erfurt im Zeitalter des Humanismus und der Reformation. Die beiden Teile dieses Werkes erschienen 1858 und 1860. Sie waren für die Erforschung des Mutianischen Freundeskreis und den Ursprung der Epistolae obscurorum virorum wegweisend und somit auch für die Geschichte des deutschen Humanismus.
Nach dieser Zeit beschäftigte er sich mit dem Reformator Johannes Calvin. Der erste Teil des dreibändigen Werkes Johann Calvin; seine Kirche und sein Staat in Genf wurde 1869 gedruckt. Er beschrieb die politischen und religiösen Kämpfe in Genf. Danach wurden die Entwicklung Calvins zum Reformator sowie seine erste Genfer Periode und seine Verbannung und Rückkehr behandelt. An dem zweiten Band, in dem Kampf und Sieg Calvins in Genf Thema waren, schrieb Kampschulte bis zu seinem Tod. Im dritten Band wurde die Entfaltung des Calvinismus zur Weltmacht dargestellt. Band zwei wurde 1899 von Walter Goetz herausgegeben. Band drei hingegen erschien nie.
Kampschulte galt als gewissenhafter, besonnener und entschiedener Forscher. Er litt seit seiner Jugend an einem Lungenleiden, das der Grund für seinen frühen Tod war. Noch wenige Wochen vor seinem Tod hatte er für seine Calvin-Forschung Aktenbände des Berner Archivs durchgearbeitet. Er war befreundet mit Franz Heinrich Reusch, dessen theologische Auffassungen er teilte, unter anderem lehnte er die Infallibilität des Papstes, wie sie auf dem Ersten Vatikanischen Konzil verstanden wurde, ab.
Kampschulte gehörte 1853 zu den Gründungsmitgliedern des Katholischen Lesevereins Berlin, jetzt KStV Askania-Burgundia Berlin im KV.

## Publikationen
- Die Universität Erfurt in ihrem Verhältnisse zu dem Humanismus und der Reformation. Aalen: Scientia-Verl., 1970, Neudr. d. Ausg. Trier 1858–60 Digitalisat
- Johann Calvin, seine Kirche und sein Staat in Genf. Leipzig: Duncker & Humblot 1969 und 1899 (Bd. 2 hrsg. von Walter Goetz) Digitalisat I, II